# John Spencer Smith
Pour les articles homonymes, voir Smith.
John Spencer Smith né le 11 septembre 1769 à Londres et mort le 5 juin 1845 à Caen était un diplomate et homme politique britannique, membre du Parlement pour Douvres en 1802-1806.

## Biographie
Après des études de droit à Oxford, il préféra s'acheter une charge d'enseigne dans les Grenadier Guards en 1790.
Cependant, dès 1793, son frère, l'amiral William Sidney Smith, lui obtint le poste de secrétaire particulier de l’ambassadeur britannique auprès de l'Empire ottoman, Robert Liston. Il fut ensuite chargé d'affaires pendant l'intérim entre Liston et son successeur Lord Elgin entre 1795 et 1799.
Les relations entre les deux hommes furent difficiles et John Spencer Smith rentra en Grande-Bretagne en 1801. Dès l'année suivante, il fut élu membre du Parlement pour Douvres en remplacement de son père. Il fut cependant envoyé en 1803 pour une mission diplomatique au Wurtemberg.
Il se retira de la vie publique en 1806 et s'installe en Normandie où il se consacra à l'écriture d'études de musicologie.